# Isaac Nessim
Isaac Nessim Dayan (Cali, Valle del Cauca, 3 de febrero de 1973) es un periodista, presentador y diseñador gráfico colombiano. Es consultor y asesor de imagen personal y corporativa, conferencista y presentador de eventos. Hace parte del grupo de periodistas de Plural Comunicaciones.

## Biografía

### Estudios
Estudió Periodismo y Diseño Gráfico con énfasis en comunicación en la Universidad Jorge Tadeo Lozano. Tras culminar sus estudios se especializó en moda en París, y se desempeñó como modelo de pasarela en México y Japón.

### Carrera
Inició como presentador del Noticiero Noti 5 de Telepacífico en 1994. En 1998 fue llevado por Yamid Amat a presentar Caracol Noticias de las 7:00 p. m., en el inicio de transmisiones del Canal Caracol. Con su llegada, los noticieros comenzaron a tener tres emisiones diarias. Fue presentador del noticiero del Senado. 
Tras su retiro en 2006 de la televisión, se dedicó a la consultoría y asesoría de imagen personal. En 2017 regresó a la presentación en el programa Crónicas del Canal 1 junto a Mábel Lara Y Actualmente Está En NS Noticias Noticiero Del Senado Con Marcela Baena.

## Premios y reconocimientos
| Año  | Premiación            | Trabajo nominado | Categoría                     | Resultado | Ref.  |
| ---- | --------------------- | ---------------- | ----------------------------- | --------- | ----- |
| 2000 | Premios Simón Bolívar | Noticias Caracol | Mejor presentador de noticias | Ganador   | [ 5 ] |
| 2003 | Premios TVyNovelas    | Noticias Caracol | Mejor presentador de noticias | Ganador   | [ 5 ] |